# Cyclocosmia lannaensis
Cyclocosmia lannaensis är en spindelart som beskrevs av Peter J. Schwendinger 2005. Cyclocosmia lannaensis ingår i släktet Cyclocosmia och familjen Ctenizidae. Inga underarter finns listade i Catalogue of Life.